# معهد الإدارة العامة (سلطنة عمان)
معهد الإدارة العامة في سلطنة عمان (بالإنجليزية: Institute of Public Administration - Sultanate of Oman) يقع في محافظة مسقط، ولاية بوشر، مدينة الخوير.

## نشأة المعهد
بهدف سد الاحتياجات التدريبية للعاملين في الجهاز الإداري للدولة -سلطنة عمان- تم إنشاء معهد الإدارة العامة في عام 1977م، وذلك تماشيا مع خطط وبرامج حكومة سلطنة عُمان لتحقيق التنمية الإدارية. ومع مرور السنوات تطور المعهد كأداة فاعلة في عملية التنمية الإدارية، حيث تنوعت وتجددت أنشطته لتشمل أنشطة التدريب والبحوث والاستشارات والمعلومات، وأصبح بذلك بيت الخبرة الرئيسي للأجهزة الحكومية في السلطنة. كما أن خدمات المعهد متاحة للأفراد والمؤسسات في القطاع الخاص.

## أهداف المعهد
حدد المرسوم السلطاني رقم (28 / 2016)، أهداف المعهد فيما يلي:
1. رفع مستوى كفاءة أداء الموظفين بوحدات الجهاز الإداري للدولة على مختلف مستوياتهم الوظيفية في الوظائف التي يشغلونها.
2. إثراء الفكر الإداري، وبحث ودراسة التحديات الإدارية التي تعوق تنفيذ خطط وبرامج الدولة التنموية، والوصول إلى حلول مناسبة لمعالجتها.
3. تقديم الخدمات الاستشارية في مجال الإدارة لوحدات الجهاز الإداري للدولة تحقيقا لأهدافها في التطوير الإداري.
4. تقديم الخدمات التدريبية والبحثية والاستشارية للقطاع الخاص وتأهيل العاملين به في المجالات الإدارية والمهنية ذات الصلة بالأنشطة المختلفة له.
5. المساهمة في إعداد الشباب العماني في التخصصات الوظيفية التي يتطلبها سوق العمل.
6. تنمية مجالات التعاون وتبادل الخبرات في مجال الإدارة العامة مع الجهات النظيرة في الدول الأخرى.

## الرؤية والرسالة والقيم

### الرؤية

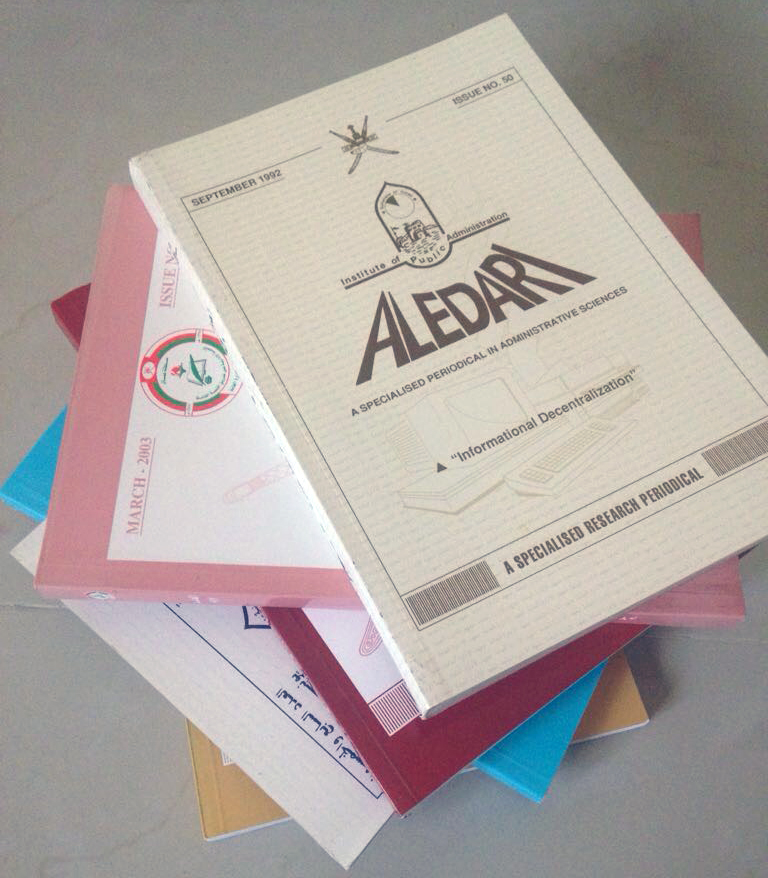
غلاف أحد دوريات الإداري - بالإنجليزي

الريادة في تقديم خدمات التنمية الإدارية.

### الرسالة
المساهمة في رفع مستوى الأداء الإداري للسلطنة وتنمية مواردها البشرية من خلال التدريب والتأهيل الوظيفي والبحوث والاستشارات بمستوى عالٍ من التميز والإبداع.

### القيم
- النزاهة والشفافية
- الولاء والانتماء الوظيفي
- العمل الجماعي
- التميز في الأداء
- التحفيز والتشجيع على الإبداع
- الحفاظ على مكانة وسمعة المعهد[3]

## الأنشطة والخدمات
للمعهد ثلاثة أنشطة رئيسية هي: التدريب، والبحوث، والاستشارات. ويقدم المعهد بعض الخدمات الأخرى للمتدربين والباحثين كالخدمات المرجعية والمعلوماتية عبر مكتبة المعهد المتخصصة في مجال العلوم الإدارية. وأيضا يوفر المعهد قاعاته ومرافقه بأجور رمزية للراغبين في الاستفادة منها للقطاعين الحكومي والخاص.

### التدريب
يعتبر المعهد من المؤسسات التدريبية في مجالات الإدارة، ويشارك في تنفيذ البرامج العلمية العديد من المدربين المتخصصين من داخل المعهد أو من المؤسسات العلمية والإدارية داخل وخارج السلطنة. ويمكن تصنيف برامج المعهد العلمية حسب المستويات الإدارية للمشاركين إلى:

#### المؤتمرات والندوات واللقاءات العلمية
ويتم خلالها مناقشة القضايا والموضوعات الظاهرة والمستجدات في الساحة الإدارية، وعادة تستغرق من يوم إلى ثلاثة أيام.

#### البرامج التدريبية والحلقات التطبيقية
تشكل معظم نشاط المعهد العلمي، ويكون التدريب فيها بالجانبين النظري والتطبيقي بهدف تعزيز مهارات معارف المتدربين وتطوير مهاراتهم. وعادة تكون مدتها أسبوع أو أكثر.

### البحوث
بدأ النشاط البحثي في المعهد عام 1979م، وتم توجيهه لدراسة المشكلات والظواهر الإدارية والمساهمة في تطوير أساليب العلم ورفع كفاءة أداء العاملين في الأجهزة الإدارية. ويصدر المعهد دورية (الإداري) الفصلية ونشر البحوث النظرية والميدانية والكتب التوثيقية والأدلة التعريفية والإرشادية.

#### دورية (الإداري)
تعتبر الدورية العلمية الأولى بالسلطنة، وأحد الدوريات العُمانية الفصلية المنتشرة في المؤسسات العلمية والأكاديمية في الوطن العربي. وتتميز (الإداري) بانتظام صدورها، وشمولية موضوعاتها، وهي مجلة محكمة لهذا هي معتمدة للترقيات العلمية في العديد من المؤسسات الأكاديمية العربية. ويمكن الاطلاع على إصدارات الدورية عبر موقع المعهد من هنا.

### الاستشارات
بدأ نشاط الاستشارات في المعهد عام 1978م، وتُقدم خدمات الاستشارات للقطاعين العام والخاص، مع التركيز على الأجهزة الحكومية، وبمرور سنوات على فتح هذا النشاط أصبح المعهد أحد بيوت الخبرة الاستشارية في سلطنة عُمان. ويعتمد المعهد في خدماته الاستشارية على كوادر متخصصة من المعهد وإمكانية الاستعانة ببعض الأفراد والمؤسسات المتخصصة من داخل أو خارج السلطنة. وتحدّد رسوم خدمة الاستشارات على أساس طبيعة المهمة الاستشارية، والمدة الزمنية وعدد أعضاء الفريق لهذه المهمة.

## العلاقات الخارجية
يحرص المعهد على البناء العلاقات مع العديد من المؤسسات العلمية والأكاديمية ذات الصلة بمجالات التنمية الإدارية. كما يسعى المعهد على التعاون مع المؤسسات المماثلة إقليمياً وعربياً ودولياً للاستفادة من تجاربهم وخبراتهم ولتعزيز جوره بالنهوض بالتنمية الإدارية بسلطنة عُمان. كما يعمل المعهد على إبراز أعماله وخبراته للآخرين للاستفادة منها.

## مرافق المعهد
توجد بالمعهد عدة مرافق يمكن للأفراد والمؤسسات الاستفادة منها مقابل رسوم يحددها المعهد وهي:
1. قاعة المؤتمرات
2. قاعة الندوات
3. قاعات التدريب
4. مختبرات الحاسب الآلي
5. المكتبة (مفتوحة خلال فترة الدوام الرسمي)
6. المقهى

## الهيكل التنظيمي للمعهد
يمكن الإطلاع على الهيكل التنظيمي للمعهد من هنا

## أوقات العمل
أيام الدوام الرسمية 7:30 ص – 2:30 م.

## قنوات التواصل
توجد طرق التواصل مع المعهد عبر الموقع الإلكتروني

## روابط
الموقع الإلكتروني للمعهد نسخة محفوظة 5 ديسمبر 2020 على موقع واي باك مشين.